# Benedek Kálmán
Benedek Kálmán (Sepsiszentgyörgy, 1912. szeptember 30. – Kolozsvár, 1993. január 6. előtt) zongora- és orgonaművész, karnagy, zeneszerző, a neves háromszéki Benedek család leszármazottja.

## Életútja
A sepsiszentgyörgyi Székely Mikó Kollégiumban érettségizett, felsőfokú zongoratanulmányait Bukarestben, majd Kolozsvárott végezte, majd 1936-ig a Mikó-kollégium helyettes tanára, 1936-tól a Református Teológia ének- és zenetanára volt. A Református Teológia általa alapított férfikarával járta az országot, és népszerűsítette az új magyar énekkari irodalom időtálló értékeit, mellyel hamarosan országos hírnévre tett szert. Műsoruk újszerűsége Sepsiszentgyörgyön és Nagyenyeden (1939) heves sajtóvitát indított el az akkori Romániai Magyar Dalosszövetség műsorpolitikájának megreformálása tekintetében. 1942-ben nagy sikerrel mutatkozott be második énekkarával is, az Egyetemi Énekkarral. Műsorukat a budapesti Rádió is közvetítette. Rangos magyarországi fellépések után 1944-ben meghívást kaptak Olasz- és Franciaországba, valamint Norvégiába, a karmester váratlan katonai behívása s a háborús körülmények miatt már nem kerül sor újabb körútra.
A hadifogságból 1954-ben tért haza, és azonnal újabb hangversenykörútra vállalkozott a teológia férfikarával, a körúton 14 helység, köztük Brassó és Bukarest is szerepelt. A záró Kolozsvár-alsóvárosi hangversenyen Benedek Kálmán elbúcsúzott a karnagyi tevékenységtől.
Orgonajáték-tanulásra jelentkezett a brassói Viktor Bickerichnél, a Fekete templom hírneves karnagya új sínekre helyezte zenei életét. A mai nemzedékek elsősorban organaművészként emlékeznek Benedek Kálmánra, aki a romantikus orgonamuzsika előadásának etalonja ma is.
Románia és Magyarország minden nevesebb orgonáján koncertezett, de kipróbálta és propagálta a kisebb hangszerek értékeit is. Kolonics István kézdivásárhelyi orgonaépítő munkáit a médián keresztül először ő tette közszemlére.
A mai romániai orgonistanemzedék munkája így vagy úgy, de valamilyen módon hozzá is kapcsolódik.
1982-ben a budapesti Liszt-társaság díjazta munkásságát.

## Művei
- Orgonaművek: Hullámok, Chirescu–Benedek: Korálvariációk
- Könnyűzenei szerzemények, színpadi zenék a sepsiszentgyörgyi Állami Magyar Színház megrendelésére.
- Recital de orga Benedek Kálmán. Electrecord ST-ECE 01549 N.I.I.433/77